# روبرتو روساتو
روبرتو روساتو (به ایتالیایی: Roberto Rosato) بازیکن فوتبال و اهل ایتالیا است 

## تیم ملی
از سال ۱۹۶۵ میلادی عضو تیم ملی فوتبال ایتالیا بوده و در ۳۷ بازی ملی حضور داشته‌است. او در بازی‌های ملی‌اش گلی به ثمر نرساند.
روبرتو روساتو آخرین بازی ملی خود را در سال ۱۹۷۳ میلادی انجام داد.